# Franko Andrijašević
Franko Andrijašević (ur. 22 czerwca 1991 w Splicie) – chorwacki piłkarz grający na pozycji środkowego pomocnika w Zhejiang FC.

## Kariera
W latach 2007–2008 występował w kadrze narodowej U-17. W 2010 roku dołączył do pierwszej drużyny Hajduka Split. W Prvej HNL zadebiutował 13 maja 2010 w meczu z Croatią Sesvete Zagrzeb (5:2). W 2011 roku przebywał na wypożyczeniu w NK Dugopolje. Wystąpił na Mistrzostwach Europy U-19, które odbywały się w dniach 18 lipca – 30 lipca 2010 roku we Francji. Chorwacja zajęła na nich miejsca 3-4. Sam zawodnik z dwoma golami na koncie zajął 3. miejsce w tabeli strzelców turnieju. Ma też za sobą występy w reprezentacji Chorwacji U-21. 6 lutego 2013 zadebiutował w seniorskiej reprezentacji w wygranym 4:0 towarzyskim meczu przeciwko Korei Południowej.
| Sezon     | Zespół         | Liga      | Liga          | Mecze | Gole |
| --------- | -------------- | --------- | ------------- | ----- | ---- |
| 2009/2010 | Hajduk Split   | Chorwacja | Prva HNL      | 1     | 0    |
| 2010/2011 | Hajduk Split   | Chorwacja | Prva HNL      | 7     | 0    |
| 2011/2012 | Hajduk Split   | Chorwacja | Prva HNL      | 12    | 0    |
| 2011/2012 | NK Dugopolje   | Chorwacja | Druga HNL     | 13    | 4    |
| 2012/2013 | Hajduk Split   | Chorwacja | Prva HNL      | 24    | 6    |
| 2013/2014 | Hajduk Split   | Chorwacja | Prva HNL      | 27    | 6    |
| 2014/2015 | Dinamo Zagrzeb | Chorwacja | Prva HNL      | 10    | 3    |
| 2014/2015 | NK Lokomotiva  | Chorwacja | Prva HNL      | 14    | 6    |
| 2015/2016 | NK Lokomotiva  | Chorwacja | Prva HNL      | 28    | 12   |
| 2016/2017 | HNK Rijeka     | Chorwacja | Prva HNL      | 28    | 16   |
| 2017/2018 | KAA Gent       | Belgia    | Eerste klasse | 20    | 2    |
| 2018/2019 | KAA Gent       | Belgia    | Eerste klasse |       |      |